# Финляндская Демократическая Республика
Финляндская Демократическая Республика (ФДР; фин. Suomen kansanvaltainen tasavalta) — марионеточное государство, действовавшее с 1 декабря 1939 года по 12 марта 1940 года на занятой Советским Союзом в ходе советско-финской войны (1939—1940) территории Карельского перешейка и Восточной Финляндии.

## «Народное» правительство Финляндии

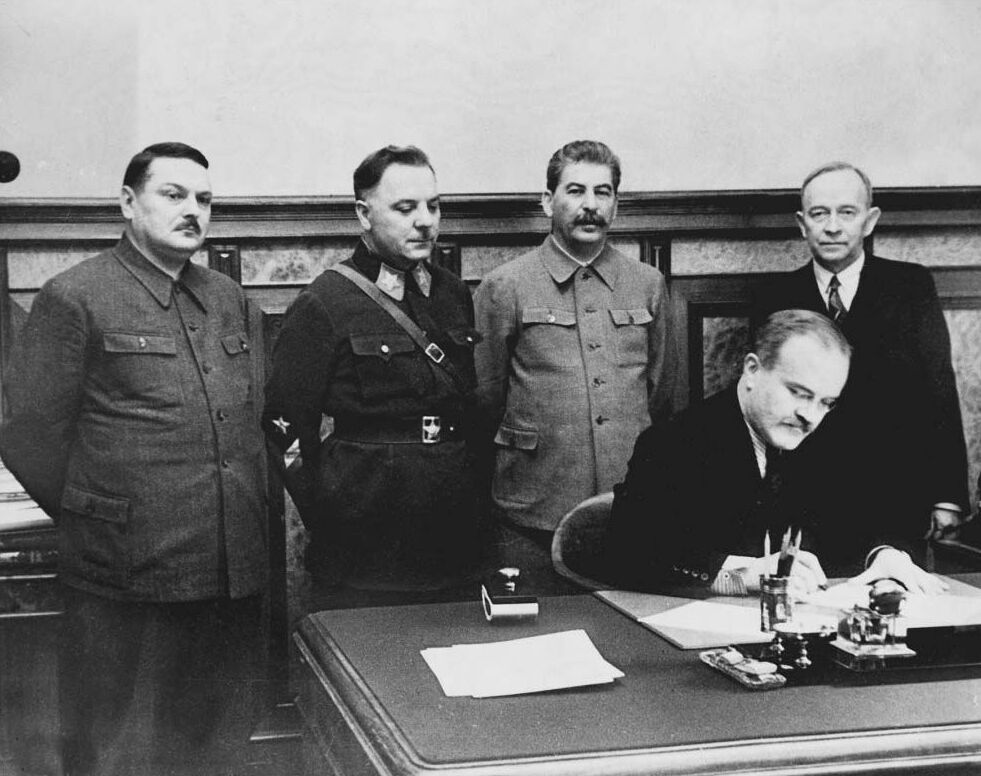
Вячеслав Молотов (сидит) подписывает Договор о взаимной помощи и дружбы между СССР и Финляндской Демократической Республикой. За ним слева направо: Андрей Жданов, Климент Ворошилов, Иосиф Сталин, Отто Куусинен (Москва, 2 декабря 1939)

Карта Финляндии конца 1939 года, составленная Аэрографическим отделом ВВС РККА. Сиреневым цветом нанесена граница между СССР и Финляндской Демократической Республикой согласно Договору о взаимопомощи и дружбе от 2 декабря 1939 года

Основная деятельность по созданию альтернативного официальному — так называемого «Народного правительства Финляндии», началась в середине ноября 1939 года, когда советско-финляндские переговоры в Москве по территориальному вопросу окончательно зашли в тупик.
30 ноября 1939 года нарком иностранных дел СССР В. М. Молотов в беседе с германским послом В. фон Шуленбургом, сообщил о планах создания просоветского Народного правительства Финляндии и заявил следующее:

Это правительство будет не советским, а типа демократической республики. Советы там никто не будет создавать, но мы надеемся, что это будет правительство, с которым мы сможем договориться и обеспечить безопасность Ленинграда.
— 
Утром 1 декабря 1939 года части 70-й стрелковой дивизии 7-й армии (СССР) с боями вступили в п. Териоки (фин. Terijoki, ныне Зеленогорск, Россия). Вечером 1 декабря 1939 года советское радио сообщило о создании альтернативного правительства на территории Финляндии (известное как Териокское правительство (фин. Terijoen hallitus)) и основании Финляндской Демократической Республики.
Одновременно с этим, 1 декабря 1939 года Териокское правительство выпустило «Декларацию народного правительства Финляндии». В декларации указывалось, что это правительство является временным до подтверждения его полномочий сеймом, избранным на основе всеобщего, равного и прямого избирательного права, при тайном голосовании. Одновременно сообщалось об организации Первого финского корпуса, который становился ядром создаваемой Народной армии Финляндии. Кроме этого, в декларации провозглашался курс на установление дружеских отношений с Советским Союзом.
Финские войска в тот же самый день только покинули город, поэтому некоторые исследователи высказывают сомнения в том, что Териоки является реальным местом основания ФДР[значимость факта?].
Республика была официально признана только тремя странами: СССР и двумя просоветскими марионеточными государствами, не признанными на международном уровне — Монголией и Тувой.
Правительство ФДР состояло из финнов-эмигрантов, граждан СССР, в основном — членов Коммунистической партии Финляндии. Премьер-министром и министром иностранных дел стал финский коммунист, секретарь исполкома Коминтерна (ИККИ) Отто Куусинен.
2 декабря 1939 в Москве между СССР и ФДР был заключён Договор о взаимопомощи и дружбе. Основные положения этого договора соответствовали требованиям, которые ранее СССР предъявлял финским представителям (передача территории площадью 3970 км² на Карельском перешейке к северу от Ленинграда, передача островов в Финском заливе — Суурсаари, Сейскари, Тютерсаари, Лавансаари, Койвисто, часть полуостровов Рыбачий и Средний в Заполярье, а также сдача в аренду на 30 лет полуострова Ханко). В обмен предусматривалась передача Финляндии значительных территорий с преобладанием карельского населения площадью около 70000 км² в западных пограничных районах Карельской АССР и денежная компенсация. Статья 8 договора предусматривала его ратификацию «в возможно более короткий срок в столице Финляндии — городе Хельсинки». Договор имел одновременно с ним подписанное секретное приложение — Конфиденциальный протокол, в который вошли положения, касающиеся военных вопросов.
В последующие дни происходили встречи Молотова с официальными представителями Швеции и США, на которых объявлялось о признании Народного правительства Финляндии. Было объявлено, что предыдущее правительство Финляндии бежало и, следовательно, страной более не руководит. Советское руководство объявило Народное правительство единственно легитимным для заключения мира.
12 декабря 1939 года Наркомфином СССР и Госбанком СССР были выделены 3 млн рублей наличными Народному правительству для осуществления его деятельности. Для удовлетворения потребностей товарами первой необходимости населения занятой РККА территории Финляндии, решением СНК СССР, были выделены фонды на следующие товары: мука, крупы, сахар, чай, кофе, спички, махорка, керосин, соль. Торговля организовывалась уполномоченными Народного правительства.
Главная цель деятельности правительства Куусинена на начальном этапе состояла в том, чтобы убедить финское население по другую линию фронта в необходимости поддержать его марионеточное Народное правительство. Для этого в газете «Kansan Valta» (рус. Народная власть) под рубрикой «От жителей Восточной Финляндии. Письма родным по ту сторону фронта» публиковались письма жителей оставшихся на оккупированной территории. С первых дней войны стала работать радиостанция Народного правительства с вещанием на Финляндию, а при Ленинградском радиокомитете была организована особая редакция на финском языке. Народное правительство при активной поддержке Карельского обкома КПСС сформировало из членов партийного и советского актива Карельской АССР, владеющих финским языком, специальные группы по 2-3 человека для проведения политической работы среди населения на занятой РККА территории Финляндии и организации на местах выборных общественных комитетов, которые должны были выполнять функции органов местного управления. Одновременно с этим представители Народного правительства вели работу по вербовке добровольцев в Народную армию Финляндии.
После неудачных попыток с ходу прорвать линию Маннергейма и перехода Красной армии к обороне, советская дипломатия в конце января 1940 начала переговоры с реально действующим «буржуазным» правительством Финляндии.
Перед началом февральского наступления советских войск директивой ГВС РККА всё население оккупированной Восточной Финляндии было выселено в приграничные районы Карельской АССР. В связи с этим практическая деятельность правительства Куусинена на оккупированных территориях была прекращена. Однако идеологическая работа от имени Народного правительства (выпуск газеты и работа финской редакции Ленинградского радиокомитета) продолжалась до окончания военных действий между СССР и Финляндией.

### Состав Народного правительства ФДР
| Должность                                                            | Персона                | Деятельность на момент назначения                   | Срок полномочий                | Деятельность после роспуска правительства                                                                                   |
| -------------------------------------------------------------------- | ---------------------- | --------------------------------------------------- | ------------------------------ | --- |
| Председатель правительства, премьер-министр, министр иностранных дел | Куусинен, Отто         | секретарь исполкома Коминтерна (Москва)             | 1 декабря 1939 — 12 марта 1940 | Председатель Президиума Верховного Совета Карело-Финской ССР, депутат Верховного Совета СССР                                |
| Заместитель премьер-министра, министр финансов                       | Розенберг, Мауриц      | переводчик в Коминтерне (Москва)                    | 1 декабря 1939 — 12 марта 1940 | на партийной работе в Карело-Финской ССР                                                                                    |
| Министр обороны, командующий Финской народной армии                  | Анттила, Аксели        | комдив РККА                                         | 1 декабря 1939 — 12 марта 1940 | командир 71-й стрелковой дивизии РККА, член Президиума Верховного Совета Карело-Финской ССР, депутат Верховного Совета СССР |
| Министр внутренних дел                                               | Лехен, Тууре           | главный редактор Госиздата Карельской АССР          | 1 декабря 1939 — 12 марта 1940 | ректор Карело-Финского госуниверситета, депутат Верховного Совета СССР                                                      |
| Министр сельского хозяйства                                          | Эйкия, Армас Матвеевич | сотрудник Коминтерна (Москва)                       | 1 декабря 1939 — 12 марта 1940 | Начальник управления по делам искусств КФССР, депутат Верховного Совета СССР                                                |
| Министр культуры                                                     | Лехтинен, Инкери       | сотрудница Коминтерна                               | 1 декабря 1939 — 12 марта 1940 | нарком просвещения КФССР, депутат Верховного Совета СССР                                                                    |
| Министр по делам Карелии                                             | Прокконен, Пааво       | заместитель председателя Совнаркома Карельской АССР | 1 декабря 1939 — 12 марта 1940 | председатель Совнаркома КФССР, депутат Верховного Совета СССР                                                               |

### Символика ФДР
Как можно судить по документам ФДР за 1939 г., хранящимся в фонде Верховного Совета Карельской АССР в Национальном архиве Карелии, на государственной печати Финляндской Демократической Республики в центре изображались стилизованные перекрещенные буквы «SKT», с буквами по окружности «Suomen Kansanvaltainen Tasavalta — Suomen kansanhallitus» (рус. Финляндская Народная Республика — Правительство Финляндии).

### Роспуск народного правительства ФДР
12 марта 1940 года Финляндия и СССР заключили мирный договор, в котором Финляндская Демократическая Республика никак не упоминается. После этого нарком иностранных дел Советского Союза Молотов объявил (29 марта 1940 года на сессии Верховного Совета СССР) о том, что «финское народное правительство» самораспустилось. Переданные СССР по договору территории вошли в состав Ленинградской области (часть РСФСР) и образованной Карело-Финской ССР.

## Народная армия ФДР

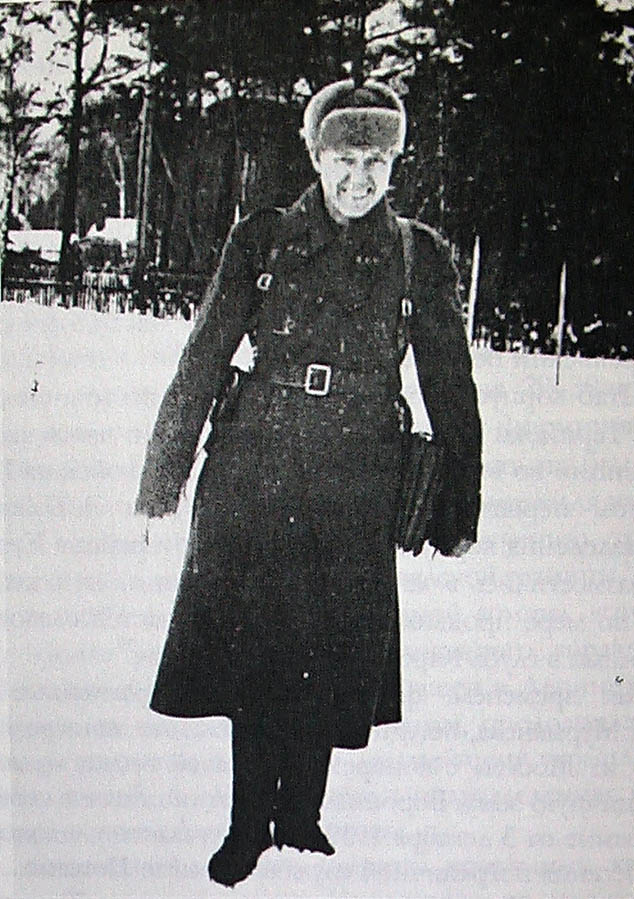
Офицер Финской народной армии. Териоки, декабрь 1939

В Декларации Народного правительства от 1 декабря 1939 года впервые официально было заявлено об образовании Финской народной армии (ФНА):

Для участия в совместной борьбе рука об руку с героической Красной армией СССР Народное правительство Финляндии уже сформировало первый финский корпус, который в ходе предстоящих боев будет пополняться добровольцами из революционных рабочих и крестьян и должен стать крепким ядром будущей Народной армии Финляндии. Первому финскому корпусу представляется честь принести в столицу знамя Финляндской Демократической Республики и водрузить его на крыше президентского дворца на радость трудящимся и страх врагам народа.
— Декларация Народного правительства
Главная цель Народной армии состояла в том, чтобы вслед за Красной армией войти в Хельсинки и обеспечить военную поддержку Народному правительству. Части Народной армии располагались во втором эшелоне за войсками Красной армии. Привлекать подразделения ФНА на передовых позициях категорически запрещалось.

### Формирование ФНА
После подписания Договора о ненападении между Германией и Советским Союзом от 23 августа 1939 года и секретного протокола к нему, по которому Финляндия была отнесена к сфере интересов СССР, в Ленинградском военном округе приказом наркома обороны К. Е. Ворошилова в ноябре началось формирование особого воинского подразделения — 106-й стрелковой дивизии, комплектующейся из советских граждан: финнов, ингерманландцев, карел и лиц, владевших финским или карельским языком. 23 ноября 1939 года на основе 106-й стрелковой дивизии в Петрозаводске началось формирование Управления и частей горнострелкового корпуса (ГСК) Финляндской Народной армии. В Управление ГСК входили: командир — комдив А. М. Антилла, военный комиссар — бригадный комиссар Ф. И. Егоров (использовал финскую фамилию Аалто), начальник штаба — комбриг Ф. Н. Романов (использовал финскую фамилию Райкас), всего 33 человека. Одновременно был создан политотдел (начальник — полковой комиссар В. П. Терёшкин, использовал финскую фамилию Тервонен). Шло формирование корпусных частей: стрелковых дивизий, отдельного сапёрного батальона, батальона связи, отдельного зенитного артиллерийского дивизиона, особого отдела, прокуратуры и трибунала. Бойцы принимали «Военную присягу Финской Народной армии»
Военнослужащие народной армии экипировались трофейной польской армейской формой, захваченной в сентябре 1939 года в результате польского похода Красной армии. Общая численность созданных формирований к середине декабря составила 18 тыс. человек.
1-й стрелковой дивизией ФНА командовал комбриг А. А. Гречкин, 2-й стрелковой дивизией ФНА командовал полковник Г. А. Зверев, 3-й стрелковой дивизией командовал полковник Т. В. Томмола, 4-й стрелковой дивизией командовал полковник В. Аланне. 27 ноября 1939 года начальником политотдела 106-й горнострелковой дивизии («Ингерманландия») был назначен Н. К. Попель.
Финская народная армия должна была заменить в Финляндии части Красной армии и стать военной опорой правительства ФДР после окончания войны. В Управлении пропаганды и агитации ЦК ВКП(б) был подготовлен проект инструкции «С чего начать политическую и организационную работу коммунистов в районах, освобождённых от власти белых», в которой указывались практические меры по созданию народного фронта на оккупированной финской территории. В декабре 1939 г. эта инструкция применялась в работе с населением финской Карелии, но прекращение боевых действий привело к свёртыванию этих мероприятий.

### Участие в боевых действиях
В начале декабря 1939 года главные силы ФНА: 1-я и 2-я стрелковые дивизии были сосредоточены на Карельском перешейке в полосе 7-й армии РККА. В районе Суоярви-Поросозеро в полосе действия 9-й армии РККА была дислоцирована 3-я стрелковая дивизия ФНА. На мурманском направлении на участке 14-й армии РККА была дислоцирована 4-я стрелковая дивизия ФНА. Все они были подчинены непосредственно наркому обороны К. Е. Ворошилову и не были подчинены командующим фронтами и армиями РККА.
Несмотря на то, что Финская народная армия изначально не должна была участвовать в боевых действиях советско-финской войны, с конца декабря 1939 года небольшие подразделения ФНА стали использоваться для решения боевых задач совместно с войсками Красной армии. В течение всего января 1940 года разведчики 5-го и 6-го полков 3-й сд ФНА выполняли специальные диверсионные задания на участке 8-й армии: уничтожали склады боеприпасов в тылу финских войск, взрывали железнодорожные мосты, минировали дороги. Подразделения ФНА участвовали в боях за Лункулансаари и во взятии Выборга.

### Расформирование ФНА
После окончания советско-финской войны постановлением ЦК ВКП(б) от 24 марта 1940 года «О мероприятиях по преобразованию Карельской АССР в Карело-Финскую ССР» (п. 13) было определено:

… расформировать финский корпус как самостоятельное воинское соединение, поручив Народному комиссариату обороны направить начальствующий и рядовой состав финского корпуса на укомплектование существующих частей Красной армии.
— Постановление «О мероприятиях по преобразованию Карельской АССР в Карело-Финскую ССР»
Войсковые соединения Финской народной армии составили ядро 71-й стрелковой дивизии РККА сформированной к 10 июня 1940 года в Петрозаводске (ЛенВО) на основании директивы Наркома обороны № 0/2/104204 от 07.05.1940.